# HMS Phoebe (1795)
Pour les autres navires du même nom, voir HMS Phoebe.
Le HMS Phoebe est une frégate de 5e rang de 36 canons de la Royal Navy britannique de la classe Acute conçue par l'architecte naval John Henslow. Elle sert en mer pendant près de vingt ans et combat pendant les guerres de la Révolution, les guerres napoléoniennes et pendant la guerre anglo-américaine de 1812. Finalement, ses équipages successifs se sont vus attribuer six Naval General Service Medals, pour deux combats ayant eu lieu pendant les guerres de la Révolution, trois durant les guerres de l'Empire et la sixième pour un combat de la guerre anglo-américaine de 1812.  
Lorsque la paix revient, la Phoebe est finalement désarmée, bien qu'elle serve de slop pendant les années 1820. Elle est par la suite transformée en ponton avant d'être vendu par l'amirauté pour être démantelée en 1841.

## Sources et bibliographie
- J.C. Hubback &  Edith C. Hubback, Jane Austen's sailor brothers: being the adventures of Sir Francis Austen and Charles Austin, J. Lane, New-York, 1906
- Robert Sturges Jackson, Logs of the great sea fights, 1794-1805, Navy Records Society, vol. 18, Issue 2, 1899–1900
- William James, The Naval History of Great Britain, from the Declaration of War by France in 1793, to the Accession of George IV., vol. 1, 2, 3, 6, R. Bentley, 1837
- William H. Long, Medals of the British navy and how they were won: with a list of those officers, who for their gallant conduct were granted honorary swords and plate by the Committee of the Patriotic Fund, Norie & Wilson, Londres, 1895
- Edgar Stanton Maclay, A history of American privateers, D. Appleton and Co., New York, 1899
- John Marshall, Royal naval biography, or, Memoirs of the services of all the flag-officers, superannuated rear-admirals, retired-captains, post-captains, and commanders, whose names appeared on the Admiralty list of sea officers at the commencement of the present year 1823, or who have since been promoted..., Longman, Hurst, Rees, Orme and Brown, Londres, 1823–1835.
- Horatio Nelson, & Nicholas Harris Nicolas (éd.) The Dispatches And Letters 2, Colburn, Londres, 1845-6
- Colin White, The Trafalgar captains : their lives and memorials, Annapolis, Maryland: Naval Institute Press, 2005,  (ISBN 978-1591148746)
- Rif Winfield, British Warships in the Age of Sail 1793–1817 : Design, Construction, Careers and Fates, Seaforth, 2008, 418 p. (ISBN 978-1-86176-246-7 et 1-86176-246-1)